# Roland Kohler
Roland Kohler (* 16. August 1953 in Burgberg) ist ein deutscher Komponist, Musiklehrer, Musiker und Dirigent. Er ist Leiter der Kapelle Roland Kohler und seine Neue Böhmische Blasmusik.

## Leben
Roland Kohlers musikalischer Werdegang begann mit sieben Jahren an der Klarinette. Im Alter von 13 Jahren war er bereits als Klarinettist und Solist Mitglied beim Heidenheimer Sinfonie- und Opernorchester. In dieser Zeit spielte Kohler neben Dixieland- und Tanzmusik auch Blasmusik. Es folgte sein Musikstudium am Konservatorium in Augsburg sowie an der Musikhochschule, mit Staatsexamen, in Stuttgart.
Roland Kohler ist derzeit an der Städtischen Musikschule in Aalen angestellt. Bereits während seines Studiums gründete er 1980 die Neue Böhmische Blasmusik, die schon nach kurzer Zeit zu einem der erfolgreichsten Blasorchester wurde. Maßgeblich zu diesem Erfolg waren auch seine Kompositionen. Viele seiner Titel wurden zu Blasmusikhits, zum Beispiel der Walzer Schöne Stunden, Immer wieder Blasmusik, Mit Herz und Schwung, Blasmusik zu jeder Stund u. v. a. m.
Nach über 20 Tonträgeraufnahmen zusammen mit der Neuen Böhmischen Blasmusik hat Roland Kohler 2008 seine erste Solo-CD „Clarinette d' Amour“ aufgenommen.

## Kompositionen (Auszug)
- Blasmusik zu jeder Stund (Polka)
- Blasmusik nach Herzenslust (Polka)
- Blasmusik-Vergnügen (Polka)
- Immer wieder Blasmusik (Polka)
- Das ist Schwung (Polka)
- Die Welt braucht Liebe und Musik (Polkalied)
- Flammende Herzen (Polka)
- Glücksgefühle (Polka)
- Heute feiern wir (Polka)
- Ludmilla-Polka (Polka)
- Mit Herz und Schwung (Polka)
- Mit Schwung und guter Laune (Polka)
- Schnick und Schnack (Solo für Klarinetten)
- Schöne Stunden (WalzerLied)
- Sing mit uns (Polka)
- Sternstunden (Polka)
- Zum Jubiläum (Polka)